# Metopoplus excelsa
Metopoplus excelsa är en fjärilsart som beskrevs av Hugo Theodor Christoph 1885. Metopoplus excelsa ingår i släktet Metopoplus och familjen nattflyn. Inga underarter finns listade i Catalogue of Life.